# Nick Browne-Wilkinson
Nicolas Christopher Henry Browne-Wilkinson, baron Browne-Wilkinson, (30 mars 1930-25 juillet 2018) est un juge britannique qui est Lord of Appeal '''in Ordinary de 1991 à 2000, et Senior Lord of Appeal in Ordinary de 1998 à 2000.

## Biographie
Browne-Wilkinson est le sixième enfant et fils unique du révérend chanoine Arthur Browne-Wilkinson, et de Mary Abraham, fille de Charles Abraham, évêque de Derby. Il fait ses études à Lancing et au Magdalen College, à Oxford, où il obtient un diplôme en jurisprudence en 1952. Il est appelé au barreau de Lincoln's Inn en 1953 et devient Conseiller de la reine en 1972. Il est juge à la Cour d'appel de Jersey et de Guernesey de 1976 à 1977.
En 1977, Browne-Wilkinson est nommé juge de la Haute Cour de justice et affecté à la division de la chancellerie, recevant la chevalerie coutumière. Il est promu lord juge d'appel en 1983 et est admis au Conseil privé. De 1985 à 1991, il est vice-chancelier, chef de facto de la division de la chancellerie.
Il est fait Lord of Appeal in Ordinary et créé pair à vie avec le titre de baron Browne-Wilkinson, de Camden dans le Borough londonien de Camden le 1er octobre 1991, et est Senior Lord of Appeal in Ordinary de 1998 jusqu'à sa retraite comme Law Lord en 2000. Son mandat en tant que Senior Law Lord est entaché par la controverse entourant l'affaire d'extradition de Pinochet . Il prend sa retraite de la Chambre des lords en vertu de la House of Lords Reform Act 2014 le 1er mars 2016 .

## Famille
Browne-Wilkinson épouse Ursula de Lacy Bacon en 1955; ils ont trois fils et deux filles. Après sa mort en 1987, il épouse Hilary Warburton en 1990.